# Irving Gordon
Irving Gordon (Brooklyn, 14 febbraio 1915 – Los Angeles, 1º dicembre 1996) è stato un compositore statunitense.

## Carriera
Nacque a Brooklyn nel 1915. Da bambino studiò violino, e dopo aver frequentato le scuole pubbliche a New York andò a lavorare alle Catskill Mountains presso alcuni alberghi di montagna dell'area. Mentre lavorava qui cominciò a scrivere parodie di canzoni molto famose del tempo. Negli anni trenta venne preso da una casa con una casa discografica diretta dal talentuoso agente Irving Mills: inizialmente scrisse solo testi, poi cominciò a scrivere anche musiche.
Dopo aver scritto Mister and Mississippi cominciarono a piacergli i giochi di parole con i nomi degli Stati e alcuni anni dopo scrisse Delaware. È forse meglio noto per la canzone Allentown Jail, che venne ripresa da molti altri musicisti, e che racconta la storia di un uomo che ruba un diamante per la sua ragazza e finisce nella prigione di Allentown impossibilitato ad uscire per cauzione.

## Selezione parziale delle sue canzoni
- "Allentown Jail"
- "Be Anything, But Darling Be Mine"
- "Blue Prelude" (testi di Gordon; musica di Duke Ellington)
- "Delaware" (hit vocal di Perry Como)
- "Mama From The Train" (hit vocal di Patti Page)
- "Me, Myself and I" (hit di Billie Holiday, scritta insieme a Allan Roberts e Alvin S. Kaufman)
- "Mister and Mississippi" (successo di Patti Page)
- "Unforgettable" (importante hit di Nat King Cole, Grammy Award nel 1992)
- "What Will I Tell My Heart" (hit di Bing Crosby)